# Ruslan Pateev
Ruslan Menirovich Pateev (cirílico:Руслан Мэнирович Патеев) (Moscovo, 25 de abril de 1990) é um basquetebolista profissional russo que atualmente joga pelo BC Khimki. O atleta que possui 2,13m de altura, pesa 113 kg atua como pivô e tem carreira profissional desde 2013.

## Ligações Externas
- Ruslan Pateev no X